# 035형 잠수함
035형 잠수함(Type 035 Ming class)은 중국의 디젤추진 공격 잠수함이다. 나토에는 밍(明)급 잠수함으로 보고되었다. 035형은 1960년대부터 1984년까지 대량으로 건조된 033형의 후속함으로 033형을 바탕으로 설계되었다. 033형에 비해 길이가 짧아지고, 높이가 높아졌다. 어뢰발사관이 종래의 6문에서 8문으로 늘었다. 2문은 함미에 위치한다. 035형은 총 23척이 건조되었다.

## 개발
035형의 개발은 033형을 바탕으로 잠항시 항속거리와 수중속도의 향상, 스노클 항해시 속도 증가를 목표로 701연구소에서 개발이 진행되었다. 제조사 설계명칭은 ES5C로 부여되었으며 035형의 건조는 1969년 10월 허베이성 우창조선소에서 실시하였다. 먼저 2척을 건조하여 시험하였고 여러 가지 문제점을 개선한 035A형(ES5D)을 80년부터 건조하였으나 문화대혁명으로 인한 혼란으로 양산 035A형 2번함은 1987년에 가서야 이루어지게 되었다.
1985년부터 035A형의 개량이 시작되어 035G형(ES5E)이 개발되었다. 1988년부터 건조가 시작된 035G형은 정숙성이 향상되고 심심도 운용이 가능한 YU-3 대잠어뢰의 운용이 가능해서 대잠공격력이 부여되었다. 또한 소나가 프랑스제 시니트라 DUUX-5가 사용되어, 탐지 능력이 향상되었다.
또한 90년대 들어 035B형(ES5F)이 개발되었는데, 035B형은 선체를 2m연장하고 소음감소를 위해 선체에 흡음타일을 부착하였다. 신형 전자장비가 탑재되었고, YJ-8Q 잠대함 미사일 운용이 가능하다. 035B형은 8척이 건조되었다.

## 구조
035형은 수상항해를 고려한 033형의 설계를 본따 세장비가 긴 형상을 하고 있지만, 수중 저항감소 설계가 이루어진 결과 수중속력 18노트로 033형의 13노트보다 5노트가 증가되었다. 수중속력이 수상속력보다 빨라진 것은 035형이 최초이다. 
035형은 복각형 선체를 채용하고 있으며 선체 양현에 수납가능한 수평타와 선미 스크류 뒤에 십자형으로 배치된 수평타와 수직타가 설치되어 있다.

### 추진
035형은 4,800마력의 6E390-ZC 디젤엔진 2기와 그에 연결된 3,500마력의 전기모터 2개가 2축의 5엽 스큐드 스크류 프로펠러를 추진시킨다. 2번함부터는 개량된 5,200마력 6E390-ZC-1 디젤엔진이 탑재된다.

### 전자장비
소나는 헤르쿨레스 능동/수동, 페닉스 수동 소나를 탑재하지만 개량형에는 DUUX-5 수동 소나를 탑재한다. 또한 353형(MRK-50) 항법/수상탐색 레이다, 921A형 · 개량형의 경우 탈레스 DR-2000U 전파수집장치(ESM)를 장비하고 있다.

### 무장
함수에 6문, 함미에 2문의 어뢰 발사관이 설치되어 있고, Yu-3A/B(魚-3甲/乙), Yu-4A/B(魚-4甲/乙)등의 533mm 어뢰 16발을 탑재한다. 또한 최대 32기의 기뢰를 탑재할 수 있다. 035B형은 YJ-8Q 대함 미사일의를 운용할 수 있다.

## 개량형
- 035A형 : 035형의 양산형.
- 035G형/밍급 모드 : 정숙성이 향상되고 소나가 DUUX-5로 개선되었으며, Yu-3 대잠어뢰의 사용이 가능해졌다.
- 035B형/밍급 모드 II : 선체를 2m연장하고 소음감소를 위해 선체에 흡음타일을 부착하였다. 신형 전자장비가 탑재되었고, YJ-8Q 잠대함 미사일 운용이 가능하다.

## 사고
2003년 4월 361번함이 침몰하여 70명 전원이 사망하였다.